# 우이경
우이경(1987년 12월 26일 ~ )은 대한민국의 가수이다. 2009년 10월 15일 1집 앨범 "Look at me" 로 데뷔하였다.

## 학력
- 고려대학교 언론대학원 석사
- 호원대학교 실용음악과
- 동명여자고등학교 졸업

## 앨범
- 《Look at Me》 (2009년)
- 《사랑은 내 기억에서》 (2012년)
- 《사랑에 관한 충고》 (2012년)
- 《어쩌죠》 (2012년)
- 《심장이 빨리 뛰죠》 (2016년)
- 《바람이 분다》 (2016년)
- 《시간속에 너를 두고 떠난다》 (2017년)

OST
- 《신 현모양처 OST》 (2007년)
- 《스타일 OST》 (2009년)
- 《괜찮아, 아빠딸 Part 1》 (2010년)
- 《Dear You (KBS 인간극장 `달려라! 은총아` OST》 (2012년)
- 《지성이면 감천 OST Part 3》 (2013년)
- 《두 여자의 방 OST Part 1》 (2016년)
- 《좋은 사람 OST Part 17》 (2016년)
- 《다시 시작해 OST Part 21》 (2016년)
- 《빨강 구두 OST Part 11》 (2021년)